# Eric Offenstadt
Eric "Pépé" Offenstadt (Cognac, 22 de diciembre de 1939) fue un piloto de motociclismo y de automovilismo francés que compitió en el Campeonato del Mundo de Motociclismo entre 1961 y 1977. También compitió en diferentes carreras automovilísticas de Fórmula 2 y Fórmula 3 entre 1964 y 1969.

## Biografía
Offenstadt debutó en el mundo del motociclismo en 1959. En 1961, se proclamó campeón francés de 250cc. Ese mismo año debutó en el mundo del automovilismo con un Lola Mk5A en la Fórmula Junior con el que ganó una carrera menor en Schleiz.
Todavía con el Lola, terminó como segundo en el Campeonato de Fórmula 3 francés de 1964 y también fue quinto en la carrera F3 de Mónaco de ese mismo año. Continuó en F3 durante otros cuatro años mientras trataba de establecer su reputación en la Fórmula 2. El sexto en Rouen-les-Essarts con un Cooper T75-BRM privado fue su mejor resultado de ocho carreras de Fórmula 2 durante 1965.
Offenstadt sorprendió a Jack Brabham, Jim Clark y otros al liderar en Karlskoga en 1966 hasta que fue expulsado de la carrera. Se mudó a mitad de temporada al equipo Lotus de fábrica de Ron Harris, pero el tercero en el circuito Bugatti de Le Mans fue su único podio del año. Permaneció con el equipo en 1967 durante una temporada difícil, desarrollando el chasis Protos de madera. El cuarto lugar en una carrera sin campeonato en Hockenheim fue su único buen resultado y Offenstadt fue reemplazado por Pedro Rodríguez. Fue en dos ocasiones suplente en Tecno, dirigido por Ron Harris, de Rodríguez, durante 1968, cuando era quinto tanto en Monza como en Zandvoort.
Como miembro del equipo F3 de Pygmée en 1966 y 1968, Offenstadt fue elegido cuando la marca entró en F2 en 1969. Chocó contra Jean-Pierre Beltoise al comienzo de la carrera en Reims y volcó durante la sesión de entrenamientos en Tulln-Langenlebarn cuando tuvo suerte de escapar de una lesión más grave.
En 1970, Offenstadt regresa a las motos para terminar sexto en el Campeonato Mundial de 500cc de 1971 con una Kawasaki. Ese mismo año consigue cuatro podios. En los posteriores años, no tuvo tanta suerte y acabó de estar de forma continua en el Mundial a finales de 1974.
Una vez retirado, dirigió un restaurante cerca de París durante la década de 1980, aunque en 1998 volvió para trabajar para el equipo Tecmas.

## Resultados en el Campeonato del Mundo
Sistema de puntuación desde 1969 hasta 1987:
| Posición | 1.º | 2.º | 3.º | 4.º | 5.º | 6.º | 7.º | 8.º | 9.º | 10.º |
| Puntos   | 15  | 12  | 10  | 8   | 6   | 5   | 4   | 3   | 2   | 1    |

### Carreras por año
(Carreras en negrita indica pole position, carreras en cursiva indica vuelta rápida)
| Año  | Cat.  | Equipo     | 1       | 2       | 3       | 4       | 5     | 6       | 7       | 8       | 9       | 10      | 11      | 12      | 13    | Pts. | Pos. |
| ---- | ----- | ---------- | ------- | ------- | ------- | ------- | ----- | ------- | ------- | ------- | ------- | ------- | ------- | ------- | ----- | ---- | ---- |
| 1961 | 125cc | Aermacchi  | ESP -   | GER -   | FRA 12  | IOM -   | NED - | BEL -   | DDR -   | ULS -   | NAT -   | SWE -   | ARG -   |         |       | 0    | -    |
| 1970 | 250cc | Kawasaki   | GER Ret | FRA Ret | YUG -   | IOM -   | NED - | BEL -   | DDR -   | CZE -   | FIN -   | ULS -   | NAT -   | ESP -   |       | 0    | -    |
| 1970 | 350cc | Kawasaki   | GER Ret |         | YUG -   | IOM -   | NED - |         | DDR -   | CZE -   | FIN -   |         | NAT -   | ESP -   |       | 0    | -    |
| 1970 | 500cc | Kawasaki   | GER -   | FRA 9   | YUG -   | IOM -   | NED - | BEL 13  | DDR 7   |         | FIN 4   | ULS -   | NAT -   | ESP Ret |       | 14   | 14.º |
| 1971 | 350cc | Kawasaki   | AUT -   | GER -   | IOM -   | NED Ret |       | DDR -   | CZE -   | SWE 8   | FIN Ret | ULS -   | NAT -   | ESP -   |       | 3    | 44.º |
| 1971 | 500cc | Kawasaki   | AUT 3   | GER Ret | IOM -   | NED Ret | BEL 2 | DDR Ret |         | SWE -   | FIN Ret | ULS Ret | NAT -   | ESP 3   |       | 32   | 6.º  |
| 1972 | 350cc | Kawasaki   | GER -   | FRA Ret | AUT -   | NAT Ret | IOM - | YUG 11  | NED -   |         | DDR -   | CZE -   | SWE -   | FIN -   | ESP - | 0    | -    |
| 1972 | 500cc | Kawasaki   | GER Ret | FRA -   | AUT Ret | NAT Ret | IOM - | YUG -   | NED -   | BEL 6   | DDR -   | CZE -   | SWE -   | FIN -   | ESP - | 5    | 32.º |
| 1973 | 250cc | SHF        | FRA -   | AUT -   | GER 12  |         | IOM - | YUG -   | NED Ret | BEL Ret | CZE Ret | SWE Ret | FIN DNS | ESP -   |       | 0    | -    |
| 1973 | 500cc | Kawasaki   | FRA 7   | AUT -   | GER Ret |         | IOM - | YUG -   | NED 9   | BEL Ret | CZE 4   | SWE Ret | FIN 8   | ESP Ret |       | 17   | 13.º |
| 1974 | 350cc | Motobécane | FRA -   | GER -   | AUT -   | NAT -   | IOM - | NED -   |         | SWE -   | FIN -   |         | YUG -   | ESP Ret |       | 0    | -    |
| 1974 | 500cc | Motobécane | FRA -   | GER -   | AUT -   | NAT -   | IOM - | NED DNQ | BEL -   | SWE -   | FIN -   |         | CZE -   |         |       | 0    | -    |
| 1975 | 250cc | SMAC       | FRA DNQ | ESP 4   |         | GER -   | NAT - | YUG -   | IOM -   | NED -   | BEL -   | SWE -   | FIN -   | CZE -   | YUG - | 0    | -    |
| 1976 | 250cc | SMAC       | FRA DNQ |         | NAT -   | YUG -   | IOM 3 | NED -   | BEL -   | SWE -   | FIN -   | CZE -   | GER -   | ESP -   |       | 0    | -    |
| 1977 | 500cc | -          | VEN -   | AUT -   | GER -   | NAT -   |       | FRA DNQ |         | NED -   | BEL -   | SWE -   | FIN -   | CZE -   | GBR - | 0    | -    |